# 大野町立北小学校
大野町立北小学校（おおのちょうりつ きたしょうがっこう）は、岐阜県揖斐郡大野町大字稲富にある公立小学校。

## 通学区域
- 通学区域は稲富、古川、寺内の大部分、上秋、稲畑の大部分であり、公立中学校の進学先は大野町立大野中学校である[1]。

## 沿革
北小学校の開校は1979年（昭和54年）である。北小学校の通学区域は旧・富秋村に該当し、1873年から1910年までは単独の学校が存在しており、北小学校のHPの沿革でも記述がある。ここでは富秋村に存在した富秋尋常小学校についても記述する。

### 富秋尋常小学校
- 1873年（明治6年）3月 - 稲富村長宝寺に発蒙義校を創立、上秋村専檀寺に憲章義校を創立
- 1875年（明治8年）7月 - 稲富村徳池景に校舎建築
- 1878年（明治11年）3月 - 稲富小学校と改称
- 1884年（明治17年）11月 - 学区変更（稲富、古川、上秋、寺内、稲畑）児童増加につき二棟増築
- 1885年（明治18年）4月 - 野村小学校と合併、鴻漸小学校と改称
- 1886年（明治19年）10月 - 学制改革により校区変更、野村小学校と分離稲富尋常小学校となる
- 1887年（明治20年）11月 - 校舎を稲富村字十二塚に移転
- 1888年（明治21年）1月 - 簡易小学校を設置
- 1898年（明治31年）3月 - 校区五カ村合併富秋村となり、校名を富秋小学校と改称
- 1905年（明治38年）5月 - 農業補習学校を附設
- 1906年（明治39年）4月 - 富秋尋常高等小学校となる
- 1908年（明治41年）2月 - 高等科廃止。富秋尋常小学校となる。
- 1910年（明治43年）2月 - 三か村合併して、大野村豊木村富秋村組合立大野小学校となる。富秋尋常小学校は廃校となる。

### 北小学校
- 1979年（昭和54年）
  - 4月 - 大野小学校より分離独立。北小学校として開校。
  - 8月 - 水泳プール完成
- 1980年（昭和55年）
  - 1月 - 屋内運動場完成
  - 2月 - 校歌制定
- 1988年（昭和63年）5月 - 屋内運動場緞帳完成、開校10周年記念式典
- 1992年（平成4年）3月 - ふれあい広場、体育倉庫、農具庫完成
- 1993年（平成5年）11月 - 文部省指定｢勤労生産学習｣発表
- 1996年（平成8年）11月 - コンピュータ21台設置
- 1997年（平成9年）2月 - 東海三県学校図書館『管理運営部門優秀賞』受賞
- 1998年（平成10年）11月 - 開校20周年記念行事
- 2008年（平成20年）11月 - 開校30周年記念行事 記念誌「空へ 未来へ さわやかに」発行
- 2009年（平成21年）9月 - 体育館の耐震工事が行われる。
- 2010年（平成22年）3月 - コンピュータ20台設置、大型地デジ対応テレビ1台導入

## 義務教育学校への再編計画
- 町内の全小中学校（小学校6校・中学校2校）を統合し、1つの義務教育学校とする計画である。校舎は新設し、2031年の開校の計画である[2]。